# Hebetempel (Neustrelitz)

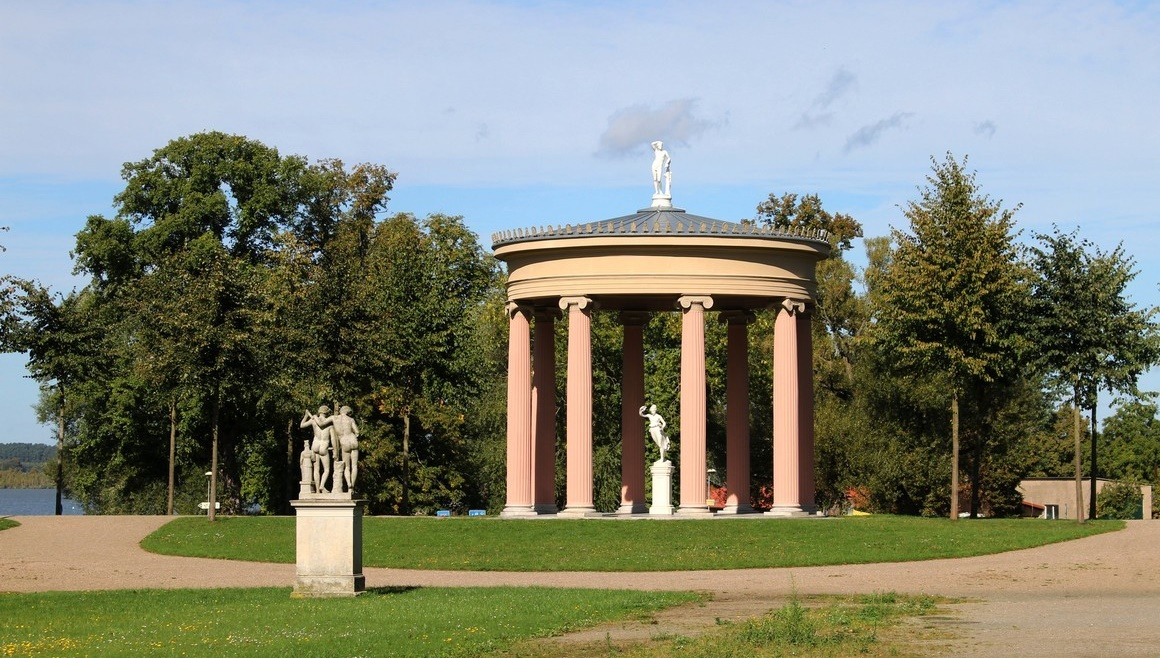
Restaurierter Hebetempel (2015)

Der Hebetempel liegt im barocken Teil des Neustrelitzer Schlossparks und ist ein Bauwerk des Klassizismus. Er wurde in der Mitte des 19. Jahrhunderts vom Mecklenburg-Strelitzer Landesbaumeister Friedrich Wilhelm Buttel, einem Schüler des  Architekten Carl Friedrich Schinkel und des  Bildhauers Johann Gottfried Schadow, als Point de vue auf dem Schnittpunkt von barocker Sichtachse und Tempelallee anstelle eines früheren Bauwerks errichtet.
Der Hebetempel wurde von Buttel als Monopteros konzipiert. Ein Kreis aus ionischen Säulen umrahmt die in der Mitte auf einem Sockel stehende Skulptur der griechischen Göttin Hebe – ein Zinkabguss des 1796 von Antonio Canova aus Carrara-Marmor geschaffenen Originals, das in der Alten Nationalgalerie der Staatlichen Museen zu Berlin ausgestellt ist. Den Hebetempel krönt die Statue des griechischen Gottes Apoll – ein Zinkabguss der im 1. Jhd. n. Chr. aus parianischen Marmor gefertigte Skulptur des Lykischen Apoll, der auf Grund seiner geringen Größe auch als Apollino (kleiner Apollo) bezeichnet wird. Sie befindet sich in den Uffizien in Florenz und ist unter der Inventar-Nr. 1914 n. 229 gelistet. Das überlebensgroße Original wurde höchstwahrscheinlich im 4. Jahrhundert v. Chr. vom griechischen Bildhauer Praxiteles oder in dessen näherem Umfeld geschaffen. Die Deckenmalerei im Inneren des Hebetempels wurde nach Entwürfen des Berliner Dekorationsmalers Bernhard Wilhelm Rosendahl ausgeführt.
Der restaurierte Hebetempel wurde im Juni 2014 durch Blitzschlag beschädigt. Die durch den Blitz zerstörte Säule wurde wieder aufgemauert und restauriert. Es entstanden keine dauerhaften Schäden.